# Oberea heyrovskyi
Oberea heyrovskyi es una especie de escarabajo longicornio del género Oberea, subfamilia Lamiinae. Fue descrita científicamente por Pic en 1927.
Se distribuye por Corea y Rusia (Siberia). Mide 17-20 milímetros de longitud. El período de vuelo de esta especie ocurre en los meses de junio y julio.